# Brives, Indre
Brives là một xã tại tỉnh Indre khu vực trung bộ Pháp. Xã này có diện tích 19,61 km², dân số thời điểm năm 1999 là 198 người. Khu vực này có độ cao trung bình 145 mét trên mực nước biển.